# Plužna
Plužna kicsiny falu Szlovéniában, a Goriška statisztikai régióban Bovec község területén. A település lakossága a 2002-es népszámlálás adatai alapján 42 fő volt.
A Kanin Síközpont nagy része a település külterületén húzódik. A falu templomát Szent Miklós tiszteletére emelték.

## Fordítás
- Ez a szócikk részben vagy egészben  a   Plužna című angol Wikipédia-szócikk ezen változatának fordításán alapul.  Az eredeti cikk szerkesztőit annak laptörténete sorolja fel. Ez a jelzés csupán a megfogalmazás eredetét és a szerzői jogokat jelzi, nem szolgál a cikkben szereplő információk forrásmegjelöléseként.